# Chauchat
A Chauchat (kiejtése kb. „sosá”) a tervezőjéről, Louis Chauchat-ról elnevezett, a francia hadsereg által rendszeresített golyószóró az első világháború (1914-1918) alatt. Teljes elnevezése fusil mitrailleur modèle 1915 CSRG. Az első világháború alatt két átalakított polgári gyárban gyártották: a Gladiator kerékpárgyárban és a Sidarme-ban. 1916 június elején rendszeresítették a hadseregben, a katonák FM Chauchat-nak hívták. A 8mm Lebel lőszertípust tüzelő fajtáját 1917 és 1918 között az Amerikai Külföldi Erők is alkalmazták, ahol hivatalos neve Automatic Rifle, Model 1915 (Chauchat) volt. Nagy számban alkalmazták az első világháború alatt és után Belgium, Finnország, Görögország, Olaszország, Lengyelország, Románia, Szerbia és Oroszország katonái.
1915 decembere és 1918 novembere között körülbelül 262 000 darab készült, ebből 244 000 darab 8×50mmR Lebel lőszerre tervezett darab volt, ezáltal a világháború legszélesebb körben gyártott automata lőfegyverévé vált. A 8×50mmR Lebel lőszerfajtájú típus mellett készült még a 30-06 Springfield és a 7,65×53mm Argentine Mauser lőszerfajtákra is az amerikai és a belga hadsereg számára. Míg a belga hadsereg nem észlelt problémákat a 7,65×53mm Argentine Mauser lőszerre huzagolt fegyverrel, így szolgálatban tartották az 1930-as évekig, addig az amerikai hadsereg tökéletlennek találta 30-06 Springfield lőszeres fajtát, és ki is kellett vonni a szolgálatból.
A Chauchat egyike volt az első olyan könnyű, automata puskakaliberű fegyvereknek, melyeket arra terveztek, hogy egy kezelő hordhassa és tüzelhessen vele egy segéddel, nehéz háromlábú állványok vagy egy csapatnyi géppuskás nélkül. Ezzel a tulajdonságával példát állított a többi 20. század eleji lőfegyvergyártási programnak, hogy könnyen mozgatható mégis teljes erejű automata fegyver, nagy számban gyártható, emellett olcsó volt. Kialakításának és tömegének köszönhetően lehetővé tette a csípőből tüzelést még rohamozás közben is.
Franciaország sáros lövészárkai felfedték a fegyver gyengéit. Egyik nagy hátránya az oldalt nyitott tár volt, ami a lövésznek hivatott jelezni, hogy mennyi lőszer van még a tárban. A nyitott tárba könnyen belekerült a kosz és a sár, ami a fegyver elakadását eredményezte.  A háború után nem sokkal Franciaország lecserélte a Chauchat-t az új MAC 24/29 könnyű géppuskára.

## Bibliográfia
- Angol nyelven: Demaison, G. és Buffetaut, Y. (1995). The Chauchat Machine Rifle (Honour Bound). Collector Grade Publications Inc. ISBN 0-88935-190-2.